# Famous Oberogo
Famous Oberogo (Amsterdam, 23 luglio 1999) è un cantante spagnolo.

## Biografia
Nato nella capitale olandese e cresciuto in Spagna da genitori nigeriani, Famous Oberogo è salito alla ribalta alla fine del 2018 con la sua partecipazione alla decima edizione del talent show Operación Triunfo. Ha raggiunto la finale, in occasione della quale il voto del pubblico l'ha incoronato vincitore. La raccolta contenente le sue esibizioni dal vivo ha raggiunto la 5ª posizione della classifica degli album più venduti in Spagna. L'anno successivo ha partecipato al programma di selezione del rappresentante spagnolo all'Eurovision Song Contest, dove ha presentato il brano No puedo más, con cui si è piazzato al 7º posto su 10 partecipanti.
Nell'ottobre 2022 è stata annunciata la sua partecipazione al Benidorm Fest 2023, festival che ha decretato il rappresentante spagnolo all'annuale Eurovision Song Contest, dove ha presentato l'inedito La Lola, senza accedere alla finale.

## Discografia

### Raccolte
- 2018 – Sus canciones

### Singoli
- 2019 – Bulla
- 2020 – Hoy ya no
- 2020 – Pamela
- 2020 – Si habla el amor
- 2021 – Something (feat. Blaq Jerzee)
- 2022 – La Lola